# Asellus aquaticus
Asellus aquaticus là một loài giáp xác nước ngọt giống một woodlouse. Chúng được Linnaeus miêu tả khoa học năm 1758 và là loài phổ biến khắp vùng ôn đới bao gồm châu Âu, Bắc Mỹ. Asellus aquaticus được tìm thấy ở sông, suối, các vùng nước thường xuyên đặc biệt nơi có nhiều đá dưới đó nó trú ấn dù không phải là nơi có tính axit mạnh. Nó là loài ăn tạp.

## Phân loài
Loài này có các phân loài:

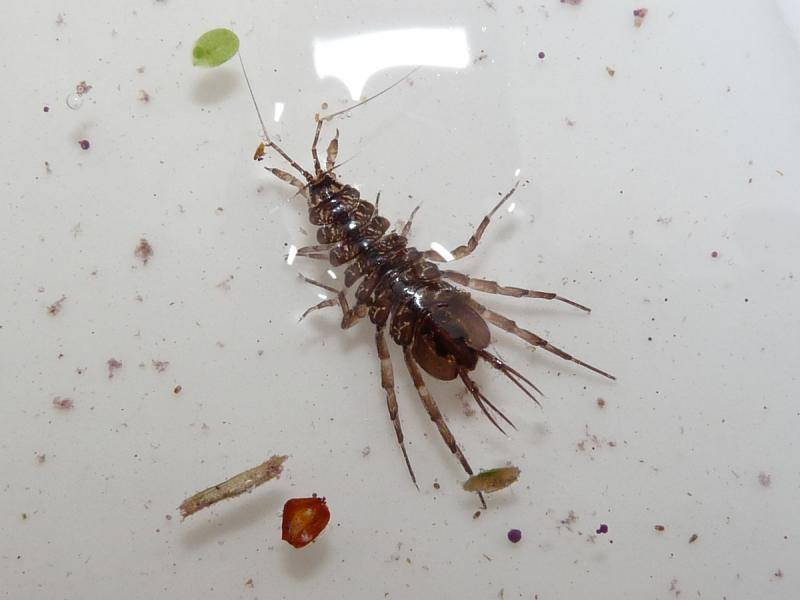

- Asellus aquaticus carniolicus, đặc hữuSlovenia.[4]
- Asellus aquaticus cavernicolus chỉ được tìm thấy ở Ý và Slovenia.[5]
- Asellus aquaticus cyclobranchialis, đặc hữu Slovenia.[6]